# 磐梯山有料道路

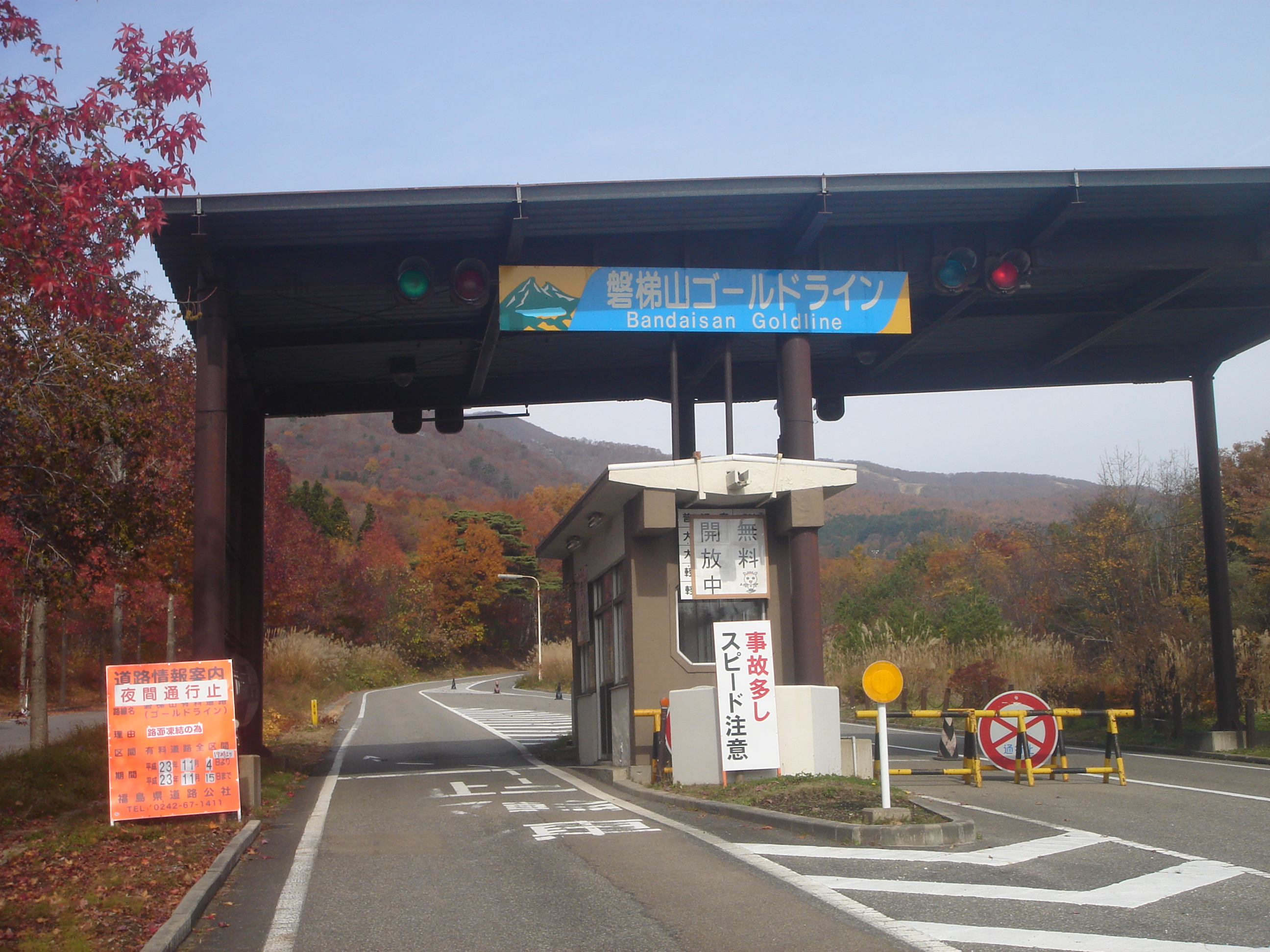
入口料金所（無料開放時）

磐梯山有料道路（ばんだいさんゆうりょうどうろ）は、福島県耶麻郡磐梯町大字更科字馬洗場から耶麻郡北塩原村大字檜原字湯平山に至る一般道路である。通称、磐梯山ゴールドライン（ばんだいさんゴールドライン）ともよばれる。1970年（昭和45年）6月1日 開通。かつては、一般有料道路であり、福島県道路公社が管理していたが、料金徴収期間の満了に伴い、2013年（平成25年）7月25日から恒久的に無料開放（一般道路へ移行）された。福島県道64号会津若松裏磐梯線の一部である。
通称の「磐梯山ゴールドライン」の名称は、会津の宝の山と唄った地元の民謡『会津磐梯山』を由来とする。
アルツ磐梯スキー場のゲレンデの中を通っているため、冬季の間は11月上旬から翌年4月下旬まで全面閉鎖される。

## 概要
磐梯町源橋（げんばし）から会津磐梯山の景観を眺めながら磐梯山西側の猫魔ヶ岳と挟まれた鞍部・猫魔（ねこま）八方台を越えて、磐梯高原桧原湖へ下り国道459号と接続する延長17.6kmの観光道路。磐梯吾妻レークラインとともに、2013年（平成25年）7月から無料開放されている。磐梯朝日国立公園内の景観を楽しむ展望パーキングが所々で設けられており、表磐梯側に猪苗代湖を一望する「山湖台」、とび滝を望む「とび滝展望台」、裏磐梯側には見え隠れする桧原湖を望む「望湖台」、磐梯山の爆裂噴口を望む「黄金平」がある。冬季は閉鎖されるため、通行できるのは春から秋までとなる。特に秋は紅葉の名所として知られる。

### 路線データ
- 路線名 : 福島県道64号会津若松裏磐梯線
- 延長 : 17.6 km[1]
- 総事業費 : 9.7億円
- 最急勾配 : 10%

## 有料道路時代の通行料金
- 普通車 : 730円
- 大型車 (I) : 1,150円
- 大型車 (II) : 2,630円
- 軽自動車等 : 530円
- 軽車両等 : 70円

## 地理
黄金平駐車場周辺からは、1888年の磐梯山噴火のときに生じた、爆裂火口を間近に見ることができる。南側の区間には滝が多く、駐車場がある山湖台からは磐梯山の山容や、猪苗代湖を眼下に展望できる。さらに南側は、アルツ磐梯スキー場のゲレンデの中を抜ける標高差のあるワインディングロードとなっている。峠を前後する区間は、森林地帯を走り、人気の紅葉のスポットとしても知られる。